# Quierzy
Quierzy, também conhecida por Quierzy-sur-Oise, é uma comuna francesa na região administrativa de Altos da França, no departamento de Aisne. Estende-se por uma área de 8,09 km². Em 2010 a comuna tinha 420 habitantes (densidade: 51,9 hab./km²).
Quierzy fica na margem do rio Oise entre Noyon e Chauny.

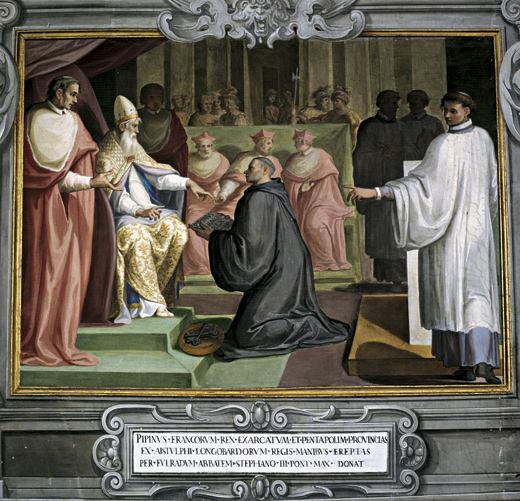
A doação de Pepino (ou tratado de Quierzy) ao Papa Estêvão II (754)

Hoje é uma pacata aldeia, mas foi uma grande villa ou palatium na época dos merovíngios e da dinastia carolíngia, quando era o local de assembleias dos nobres francos, de sínodos episcopais e outros eventos. Foi aqui que morreu Carlos Martel em 22 de Outubro de 741, e foi provavelmente em Quierzy que nasceu Carlos Magno em 742.
O nome do local surge sob diversas formas em documentos antigos: Cariciacum, Carisiacum, Charisagum, Karisiacum. Da residência real dos merovíngios e da casa de Pepino, o breve, só restam poucos vestígios, fora de Quierzy, na direção de Manicamp. O antigo Castelo de Quierzy nas margens do Oise, reconstruído no século XV como fortaleza para os bispos de Noyon, sobrevive como uma torre isolada.